# دونگا ترشنگویتسا
دونگا ترشنگویتسا (به صربی: Donja Trešnjevica) یک منطقهٔ مسکونی در صربستان است که در توپولا واقع شده‌است. دونگا ترشنگویتسا ۳۰۴ نفر جمعیت دارد.